# Hà Hồi
Hà Hồi là một xã thuộc huyện Thường Tín, thành phố Hà Nội, Việt Nam.
Xã Hà Hồi có diện tích 6,9 km², dân số năm 1999 là 8.089 người, mật độ dân số đạt 2.032 người/km².